# Зимнее первенство Украины по футболу среди женщин 2015
IV зимнее Первенство Украины по футболу 2015 года среди женских команд (укр. IV Зимова першість України з футболу 2015 року серед жіночіх команд) — 4-е Зимнее первенство Украины по футболу среди женщин. Игры проходили в городе Умани на искусственном поле стадиона «Уманьферммаш». Победителем турнира во второй раз подряд стала харьковская команда «Жилстрой-1», победившая в финале хозяйку площадки «Ятрань-Базис». Бронзовым призёром стал харьковский «Жилстрой-2».

## Участники
| Клуб           | Город                         |
| -------------- | ----------------------------- |
| Атекс          | Киев                          |
| Жилстрой-1     | Харьков                       |
| Жилстрой-2     | Харьков                       |
| Ильичёвка      | Мариуполь                     |
| Легенда-ШВСМ   | Чернигов                      |
| Родына-Лицей   | Костополь, Ровненская область |
| Тернопольчанка | Тернополь                     |
| Ятрань-Базис   | Уманский район                |

## Первый этап
На первом этапе 8 команд-участниц были разделены на 2 группы. После завершения группового этапа победители групп со вторыми командами встретились в полуфиналах, победители которых сразились в финальном матче. Неудачники группового этапа и полуфиналов разыграли в стыковых матчах места с 3-го по 8-е.

### Группа А
| 1 | Жилстрой-1     | ~   | 5:0 |     | 5:0 | 3 | 3 | 0 | 0 | 12 — 0 | 9 |
| 2 | Ятрань-Базис   |     | ~   | 2:1 |     | 3 | 2 | 0 | 1 | 5 — 7  | 6 |
| 3 | Тернопольчанка | 0:2 |     | ~   | 1:0 | 3 | 1 | 0 | 2 | 2 — 4  | 3 |
| 4 | Ильичёвка      |     | 1:3 |     | ~   | 3 | 0 | 0 | 3 | 1 — 9  | 0 |

### Группа В
| 1 | Жилстрой-2   | ~    | 3:3 | 2:1 |     | 3 | 2 | 1 | 0 | 18 — 6 | 7 |
| 2 | Легенда-ШВСМ |      | ~   |     | 7:0 | 3 | 2 | 1 | 0 | 11 — 3 | 7 |
| 3 | Родына-Лицей |      | 0:1 | ~   |     | 3 | 1 | 0 | 2 | 8 — 3  | 3 |
| 4 | Атекс        | 2:13 |     | 0:7 | ~   | 3 | 0 | 0 | 3 | 2 — 27 | 0 |

## Стыковые матчи

### Плей-офф
3 место Гр. А — 4 место Гр. В
| Тернопольчанка                              | 2:0 протокол | Атекс |
| Татьяна Громовская 69′ · Натия Панцулая 82′ | Голы         |       |

| | Составы | | |
| Бондарчук (Славич, 86), Вихоть, Панцулая (к), Сивец, Клавдиенко (Головко, 64), Громовская, Яруш, Романова (Панкив, 83), Гришко (Мерла, 88), Чернетта, Рубаха (Якубович, 64) |         | Макарочкина, Ткаченко Е. (Черновил, 74), Ткаченко С., Шевцова, Шульженко, Ошовская, Шилова (к), Морозова (Малиновская, 64), Дубина (Заенчковская, 64), Голуб (Черепаня, 34), Долбина | Макарочкина, Ткаченко Е. (Черновил, 74), Ткаченко С., Шевцова, Шульженко, Ошовская, Шилова (к), Морозова (Малиновская, 64), Дубина (Заенчковская, 64), Голуб (Черепаня, 34), Долбина |

3 место Гр. В — 4 место Гр. А
| Родына-Лицей          | 1:1 протокол | Ильичёвка       |
| Татьяна Полюхович 81′ | Голы         | 10′ Анна Петрик |

| | Составы | | |
| Герасимчук, Голиш (к), Джуренко, Будник, Чурикова, Руда, Полюхович, Мушин, Шевчук (Стасюк, 64), Худа, Корнийчук (Семенюк, 58) |         | Говорунова, Кулаковская, Винокурова, Щербанева, Земляная, Загуменная (к), Радзиевская, Салай (Завидова, 80), Петрик, Зозуля, Крадожон | Говорунова, Кулаковская, Винокурова, Щербанева, Земляная, Загуменная (к), Радзиевская, Салай (Завидова, 80), Петрик, Зозуля, Крадожон |

| Серия пенальти:                                                             |     |                                                                          |
| Полюхович Татьяна · Худа Виктория · Семенюк Юлия · Мушин Иванна · Голиш Яна | 4:2 | Зозуля Юлия · Радзиевская Наталья · Кулаковская Карина · Завидова Юлиана |

### 1/2 финала
1 место Гр. А — 2 место Гр. В
| Жилстрой-1                                    | 2:0 протокол | Легенда-ШВСМ |
| Елизавета Костюченко 64′ · Ольга Овдийчук 88′ | Голы         |              |

| | Составы | | |
| Санина, Полухина (Денисенко, 54), Костюченко, Ковтун, Майбородина, Знайденова, Еременко, Воронина, Нестеренко, Овдийчук (Тихонова, 89), Мозольская (к) |         | Дихтяр, Рыжова (к), Шматко, Скидан, Споденюк, Химич, Перевизнык, Кочнева, Бочковская, Михайлюк, Шматко | Дихтяр, Рыжова (к), Шматко, Скидан, Споденюк, Химич, Перевизнык, Кочнева, Бочковская, Михайлюк, Шматко |

1 место Гр. В — 2 место Гр. А
| Жилстрой-2         | 1:2 протокол | Ятрань-Базис                              |
| Елена Ходырева 29′ | Голы         | 17′ Екатерина Ишутина · 70′ Ольга Авдеева |

| | Составы | | |
| Фомченко, Ольховская, Ходырева, Подольская, Сирмай, Левицкая (Цыбина, 78), Мотько (Норик, 75), Кравчук, Андрухив, Бондарь, Калинина (к) |         | Затушевская, Хачатрян, Авдеева, Шпак, Воронина, Ишутина, Боярова, Чайка, Воронцова, Музыка, Скорынина (к) (Будаева, 39) | Затушевская, Хачатрян, Авдеева, Шпак, Воронина, Ишутина, Боярова, Чайка, Воронцова, Музыка, Скорынина (к) (Будаева, 39) |

### Матч за 7 место
| Атекс | 0:2 протокол | Ильичёвка                                  |
|       | Голы         | 16′ Евгения Салай · 20′ Анастасия Крадожон |

| | Составы | | |
| Макарочкина (Циган, 53), Ткаченко С. (Ильичева, 48), Ткаченко Е., Шульженко, Ошовская (Морозова, 28), Черновил (Голуб, 50), Шилова (к), Заенчковская (Дубина, 46), Черепаня (Орехова, 68), Шевцова (Долбина, 73), Малиновская |         | Говорунова, Кулаковская, Винокурова, Щербанева (Колесник, 48; Солина, 56), Земляная, Загуменная (к), Радзиевская (Кайдаловская, 46), Салай (Мазурова, 53), Зозуля, Петрик, Крадожон (Завидова, 52) | Говорунова, Кулаковская, Винокурова, Щербанева (Колесник, 48; Солина, 56), Земляная, Загуменная (к), Радзиевская (Кайдаловская, 46), Салай (Мазурова, 53), Зозуля, Петрик, Крадожон (Завидова, 52) |

### Матч за 5 место
| Тернопольчанка | 0:2 протокол | Родына-Лицей                                    |
|                | Голы         | 54′ Юлия Семенюк · 75′ (пен.) Татьяна Полюхович |

| | Составы | | |
| Бондарчук (Славич, 80), Громовская, Вихоть, Гришко (Панкив, 86), Головко, Сивец, Панцулая (к), Яруш, Чернетта, Романова (Рубаха, 57), Клепацкая |         | Герасимчук, Голиш (к), Джуренко, Будник (Андрийчук, 83), Мушин, Руда, Полюхович, Шевчук (Петрова, 86), Чурикова (Семенюк, 46), Худа, Корнийчук (Стасюк, 78) | Герасимчук, Голиш (к), Джуренко, Будник (Андрийчук, 83), Мушин, Руда, Полюхович, Шевчук (Петрова, 86), Чурикова (Семенюк, 46), Худа, Корнийчук (Стасюк, 78) |

### Матч за 3 место
| Легенда-ШВСМ      | 1:3 протокол | Жилстрой-2                                 |
| Любовь Шматко 59′ | Голы         | 34′, 63′ Яна Калинина · 52′ Елена Ходырева |

| | Составы | | |
| Дихтяр, Рыжова (к) (Назаренко, 32), Шматко, Скидан, Споденюк, Коча, Бочковская, Кочнева, Соломаха (Перевизнык, 57), Шматко, Михайлюк |         | Кислова (Рябовол, 88), Кравчук, Левицкая (Норик, 30), Подольская (Сирмай, 89), Ольховская, Ходырева, Мотько (Рапа, 83), Цыбина (Лымарь, 85), Андрухив, Бондарь, Калинина (к) | Кислова (Рябовол, 88), Кравчук, Левицкая (Норик, 30), Подольская (Сирмай, 89), Ольховская, Ходырева, Мотько (Рапа, 83), Цыбина (Лымарь, 85), Андрухив, Бондарь, Калинина (к) |

### Финал
| Жилстрой-1                                   | 3:0 протокол | Ятрань-Базис |
| Ольга Овдийчук 2′ · Анна Мозольская 35′, 37′ | Голы         |              |

| | Составы | | |
| Санина (Подкуйко, 86), Денисенко, Полухина, Ковтун, Майбородина (Свергун, 86), Знайденова, Еременко, Воронина (Пожарская, 78), Нестеренко, Овдийчук (Малахова, 46), Мозольская (к) (Тихонова, 46) |         | Затушевская (Климова, 46), Хачатрян, Авдеева, Воронина, Шпак (Сукач, 46), Ишутина, Воронцова, Музыка, Боярова (к), Чайка, Будаева | Затушевская (Климова, 46), Хачатрян, Авдеева, Воронина, Шпак (Сукач, 46), Ишутина, Воронцова, Музыка, Боярова (к), Чайка, Будаева |

## Бомбардиры
| #   | Футболист         | Команда      | Голы (пен.) | Игры |
| --- | ----------------- | ------------ | ----------- | ---- |
| 1   | Яна Калинина      | Жилстрой-2   | 6           | 5    |
| 2   | Елена Ходырева    | Жилстрой-2   | 4           | 4    |
| 3   | Ольга Овдийчук    | Жилстрой-1   | 4           | 5    |
| 4—8 | Татьяна Полюхович | Родына-Лицей | 3 (1)       | 5    |
| 4—8 | Юлия Семенюк      | Родына-Лицей | 3           | 5    |
| 4—8 | Анна Воронина     | Жилстрой-1   | 3           | 5    |
| 4—8 | Анна Мозольская   | Жилстрой-1   | 3           | 5    |
| 4—8 | Мария Михайлюк    | Легенда-ШВСМ | 3           | 5    |

## Лауреаты турнира
ФФУ наградила участников турнира индивидуальными призами:
- Лучший вратарь — Дарина Бондарчук («Тернопольчанка», Тернополь)
- Лучший защитник — Лидия Шпак («Ятрань-Базис», Умань)
- Лучший полузащитник — Таисия Нестеренко («Жилстрой-1», Харьков)
- Лучший нападающий — Мария Михайлюк («Легенда», Чернигов)
- Лучший бомбардир — Яна Калинина («Жилстрой-2», Харьков)